# Iva Zanicchi (1965)
Iva Zanicchi, pubblicato nel novembre del 1965, è il primo album della cantante italiana Iva Zanicchi. 
(Iva Zanicchi, Come ti vorrei)

## Il disco
Dopo il grande successo di Come ti vorrei del 1964 e la prima partecipazione al Festival di Sanremo, l'anno successivo, con il brano I tuoi anni più belli, la Ri-Fi, sua casa discografica, che aveva voluto aspettare e fare di Iva Zanicchi una cantante con un timbro vocale riconoscibile e personale, ma soprattutto una cantante preparata per affrontare un pubblico vasto come quello sanremese, immette nel mercato il suo album di debutto, intitolato con il suo nome.
All'interno del vinile, nel commento del giornalista Gigi Speroni, Iva Zanicchi viene così presentata:
Il disco, per una consuetudine di quel periodo, è una raccolta contenente tutti brani già editi su 45 giri, tra cui i suoi successi, i due inediti Se e Non era vero e la rivisitazione in chiave moderna del brano storico Ma l'amore no, arrangiato da Augusto Martelli, che la cantante propone al programma La prova del nove presentato da Corrado.
L'album ottiene il Premio della critica discografica.
È stato ristampato su CD nel 2000 da Azzurra Music.
L'album è presente sulle piattaforme digitali e sui servizi di streaming.

## Tracce

### LP
Lato A
1. Come ti vorrei (Cover della canzone Cry to Me di Solomon Burke) – 2:44 (Bert Russell (Bert Berns); Francesco Specchia (testo in italiano))
2. Caro mio (Cara mia) (Cover della canzone Cara mia di David Whitfield) – 2:23 (testo: Lee Lange; Misselvia (testo in italiano) – musica: Tulio Trapani)
3. Non tornar mai (Cover della canzone Here Comes the Night dei Them) – 2:36 (Bert Russell (Bert Berns); Sergio Bardotti (testo in italiano))
4. Caldo è l'amore (Cover della canzone Warm Is the Love di Jody Miller) – 3:01 (Diane Hildebrand; Gaspare Gabriele Abbate e Vito Pallavicini (testo in italiano))
5. Credi (Cover della canzone Getting Ready for the Heartbreak di Chuck Jackson) – 2:36 (Lockie Edwards Jr., Larry Weiss; Leo Chiosso (testo in italiano))
6. I tuoi anni più belli – 3:03 (testo: Mimma Gaspari, Mogol – musica: Enrico Polito)

Lato B
1. Accarezzami amore – 2:30 (testo: Vito Pallavicini – musica: Camillo Bargoni)
2. Se (Cover della canzone If di Frederick Ferrari) – 4:21 (Tolchard Evans; Misselvia (testo in italiano))
3. Mi cercherai – 2:20 (testo: Alberto Testa – musica: Memo Remigi)
4. Ma l'amore no – 3:08 (testo: Michele Galdieri – musica: Giovanni D'Anzi)
5. Non era vero (Cover della canzone Here Comes the Heartaches di Mary Miller) – 2:38 (Arnold Goland, Al Kasha; Mogol (testo in italiano))
6. Un altro giorno verrà (Cover della canzone All Cried Out di Dusty Springfield) – 2:15 (testo: Buddy Kaye; Bruno Pallesi (testo in italiano) – musica: Philip Springer)

- Durata brani (non accreditati sull'album originale) ricavati dalla ristampa su CD del 2000 pubblicato da Azzurra Music (TBP1512)

## Stampe estere
| Anno di pubblicazione | Paese       | Titolo       | Etichetta                    | Note                                 |
| --------------------- | ----------- | ------------ | ---------------------------- | ------------------------------------ |
| 196?                  | Sudafrica   | Iva Zanicchi | PHILIPS - PSK 3280           | ///                                  |
| 1966                  | Stati Uniti | Caro mio     | UA International - UNS 15502 | ///                                  |
| 1967                  | Argentina   | Fra noi      | PHILIPS - 82213 PL           | Sono aggiunti i brani Fra noi e Vita |

## Musicisti
- Iva Zanicchi – voce
- Augusto Martelli – conduttore orchestra e arrangiamenti
- Augusto Martelli e la sua Orchestra (componenti orchestra non accreditati)

Note aggiuntive
- W. Albera – produttore
- Studio Moletti – grafica e design copertina album originale
- Gigi Speroni – note interno copertina album originale[3]